# الإصلاح (السادات)
عزبة الإصلاح قرية تابعة لمركز السادات في محافظة المنوفية في جمهورية مصر العربية.